# 2024年西班牙洪水

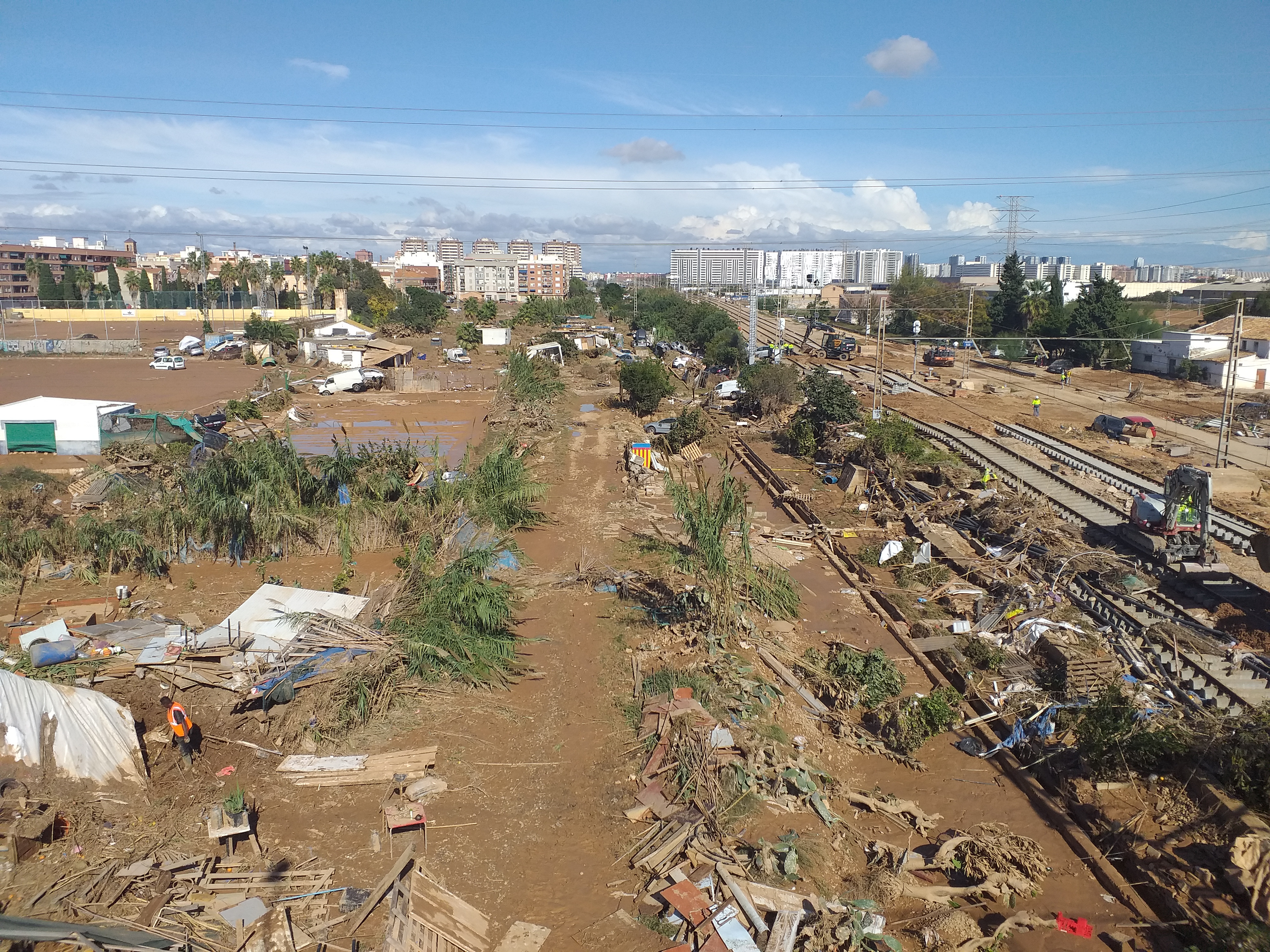
洪水过后的塞达维，众多木制建筑倒塌，大片树木倒伏，道路泥泞不堪

2024年西班牙洪水是2024年10月29日起西班牙境內出現的洪災，當時低气压引發了大暴雨，西班牙的巴倫西亞自治區、卡斯蒂利亚-拉曼恰和安達盧西亞等地的降水量超过了當地一年总量，由此引发的洪水造成至少217人死亡，巴伦西亚省境內就有211人死亡。10月31日至11月2日期間，西班牙全國為遇難者哀悼。

## 背景
从14世纪到当代，巴伦西亚历史上发生过多场灾难性洪水。1957年巴伦西亚洪水由持续三天的切断低压引发，造成圖里亞河河水暴涨；寒流造成西班牙和法国秋季出现暴雨。
1957年的洪水至少造成81人死亡。灾害发生后弗朗西斯科·佛朗哥政府计划把图里亚河改到瓦倫西亞南部，比原本路线移出三公里。2019年9月，当地时隔60多年再度出现洪水，造成6人死亡。为应对日后可能出现的洪灾，西莫·普伊格政府组建了巴伦西亚应急管理部（Unitat Valenciana d'Emergències）。2023年巴伦西亚地区选举结束后，新上台的卡洛斯·马松认为该部门“开支多余”，决定撤销。
2024年10月25日，西班牙国家气象局气象学家胡安·赫苏斯·冈萨雷斯·阿莱曼（Juan Jesús González Alemán）发出警告，即将出现的切断低压可能会引发危害性极高的风暴。舆论一开始嘲笑阿莱曼的警告，X上的全球暖化否定者认为他的报告纯属危言耸听。

## 生态因素

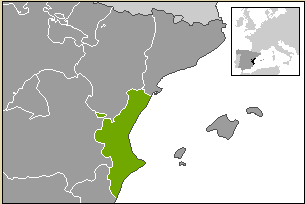
巴伦西亚地理位置

巴伦西亚地处冲积平原，四周河床密布，发生洪水的风险非常高。暴雨出现时又恰好碰上对流风暴，海平面急剧上升，水流变得尤为紊乱，洪水风险加倍。然而，降雨量最大的地区没有被洪水淹没，被淹的是反而是从地理位置上看更容易积水的地方，例如边缘地区的市镇，市中心有一个河床改建的图里亚公园（1986年落成），没有受到影响。
另一个导致洪水的生态因素是当地的第三紀山脉:2。山脉悬崖将云层阻隔开来，云层无法深入大陆，因而迅速凝结:4-5。1972年以来，巴伦西亚南部的奥利瓦有20年遭受洪水侵袭:3。此外，沿海地区急剧城市化也加剧了洪水的严重程度。道路、建筑物等不透水表面让水无法渗入地底:12。水在平地上汇集:17，并被一米高的滩脊进一步阻挡:11。当径流受阻、水聚集时，暴洪就会暴发:15。伴随着海平面上升，洪水消退时间被进一步延长，需要几天甚至几周时间才能排走:21。

## 灾情

### 巴伦西亚自治区

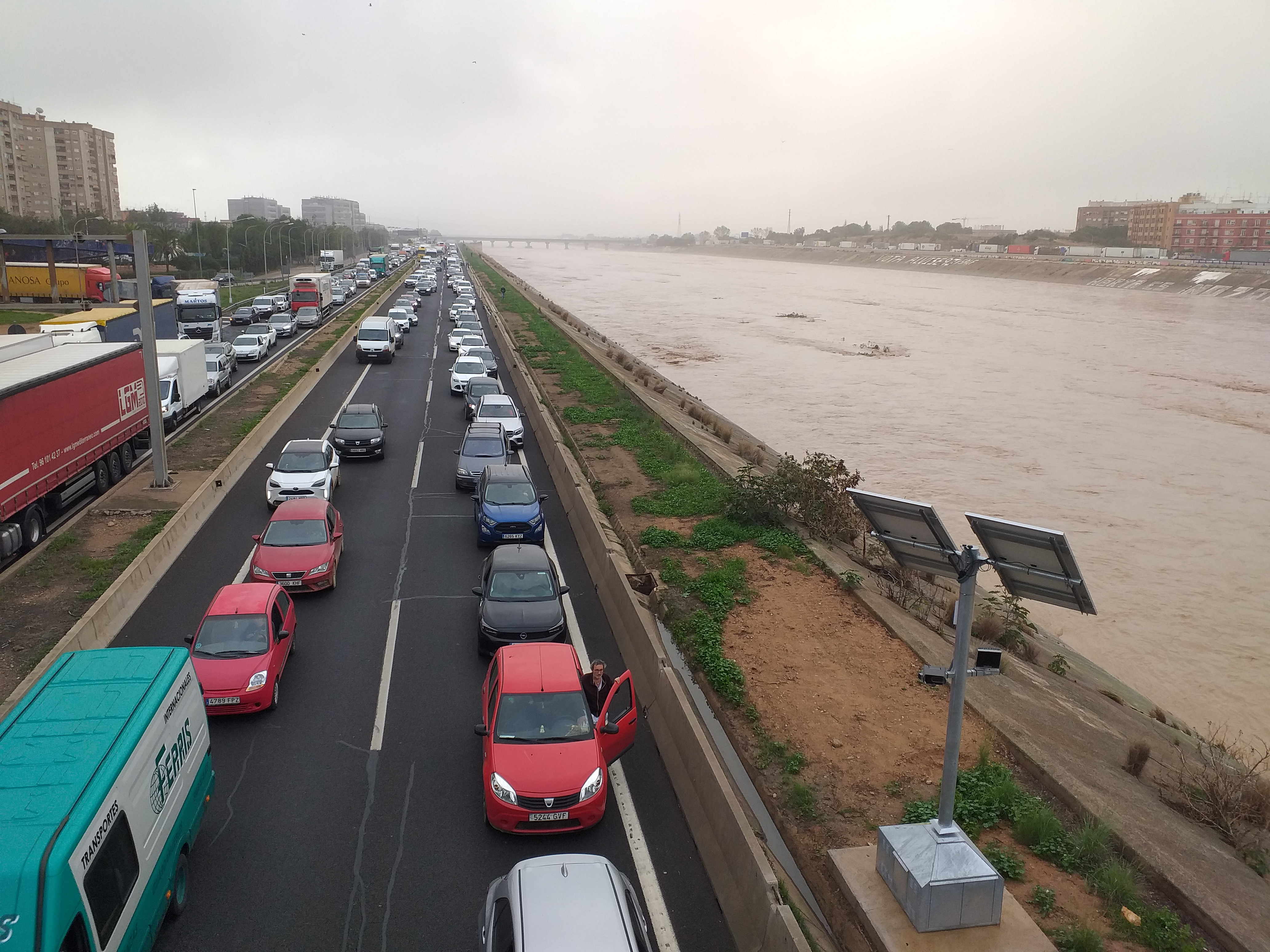
2024年10月30日，1973年建成的新图里亚河床水位暴涨至极限，巴伦西亚市区得以幸免于难

从2024年10月29日开始，一股切断低压给西班牙南部及东南部带来了猛烈的洪水，洪水主要集中在巴伦西亚地区。当天凌晨6点42分，西班牙国家气象局为巴伦西亚南部发出气象橙色警告。不到20分钟，巴伦西亚港宣布关闭。上午7点36分，国家气象局向巴伦西亚内陆地区发出红色警告，将警告升至最高级别。此时普拉纳杜蒂尔已经出现严重降雨。到10点30分，应急部门出动车辆在上阿尔塔拯救人员。
上午11点30分，奇瓦山沟地区出现洪水，市区被淹没；当天奇瓦累计降雨量高达500毫米。上午11点45分，应急部门向马格罗河流域的市镇发出警告。中午12点，马格罗河乌铁尔河段的堤坝决堤，乌铁尔降雨量已突破200毫米。市长里卡多·加巴尔登（Ricardo Gabaldon）表示水位已有三米高，多人受困，有人失踪。中午12点20分，应急部门再向波约河峡谷周边的市镇发出警告。一个小时后，受灾地区电力及电信服务中断。正午时分， 巴伦西亚省议会安排所有员工下班，认为切断低压“会对民众造成巨大影响”。到下午2点，议会所有办事处关闭。波约河峡谷地区水流量峰值出现在派波尔塔，每秒约为2300立方米。
下午1点，巴伦西亚省主席卡洛斯·马松举行新闻发布会，表示风暴预计会在下午6点消散。然而到下午5点35分，应急部门发出马格罗河和胡卡爾河洪水警报。下午6点，图里斯镇10分钟内降雨量纪录突破42毫米，单小时累计降雨量突破179.4毫米，创下西班牙全国纪录。下午6点30分，波约河地区的托伦特决堤，洪水淹没了下游南奥尔塔的多个城镇，多人丧生，有人在V-30高速公路或购物中心躲避。
晚上7点25分，洪水冲垮了皮卡尼亚的一座大桥。到晚上8点11分，巴伦西亚政府利用系统发送手机警报，要求市民留在室内。晚上8点36分，西班牙中央政府军事应急部收到巴伦西亚政府的支援请求。晚上9点，马松再次进行新闻发布会，宣布洪水处在“前所未有的情况”。10月30日午夜时分，马松的社交媒体运营团队删掉声称风暴会消散的推文。
1957年巴伦西亚洪水过后，当局推出南部计划，为圖里亞河开挖新的河床，但新河床只能保护巴伦西亚市区免受巨大损失。受灾最严重的是派波尔塔，有62人遇难。洪水最终影响了南奥尔塔所有人口中心，以及圖里亞河畔和雷克纳-乌蒂尔大部分人口中心。

### 其他地区

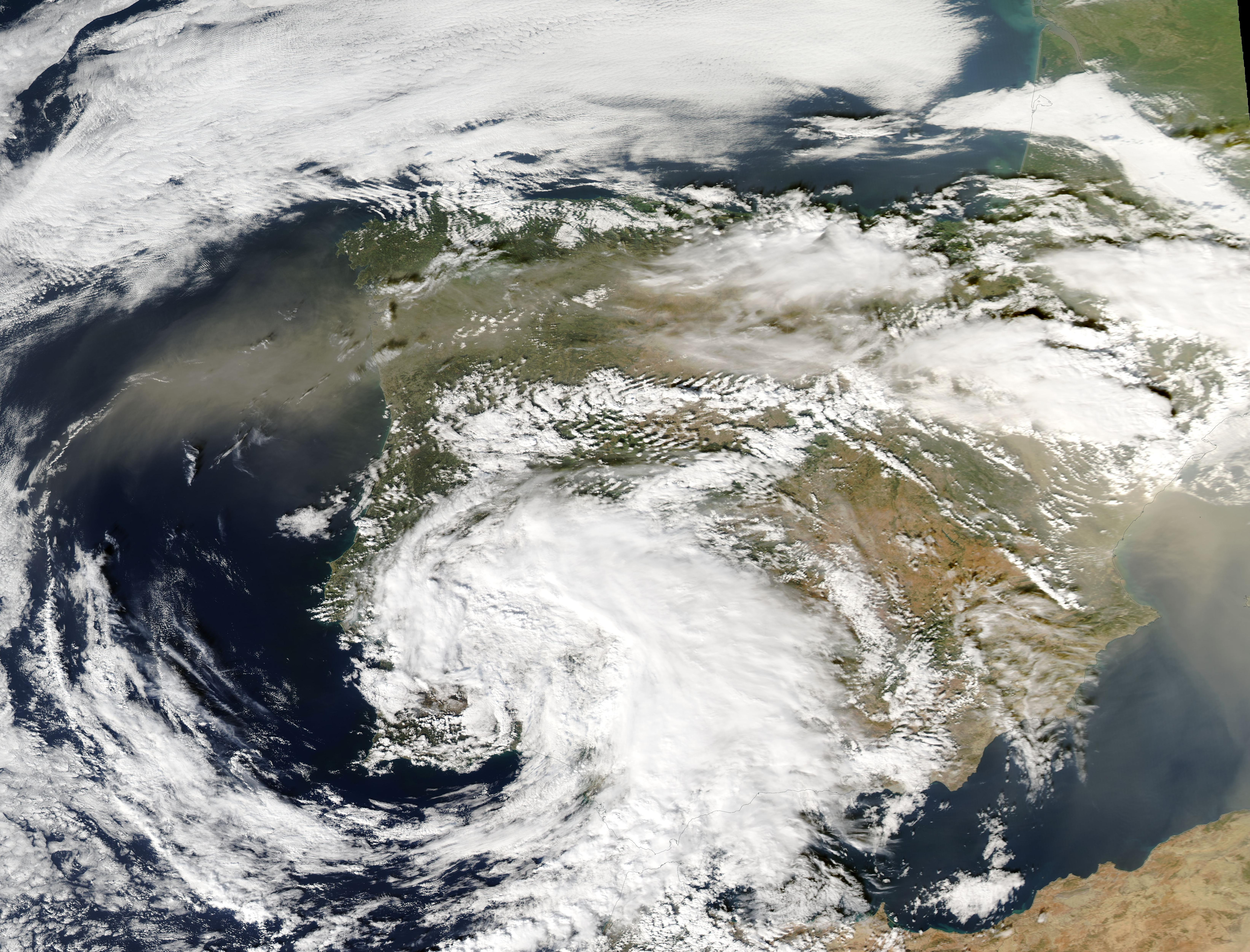
2024年11月1日，安達盧西亞和埃斯特雷马杜拉上空的风暴

在安达卢西亚，风暴造成山体滑坡，建筑物、道路、桥梁及农地受损。多人被西班牙国民警卫队救出。气象专家估计2024年10月31日当地会再出现风暴。
穆尔西亚地区也出现洪水，但没有其他地区严重。阿拉贡地区的特魯埃爾省和薩拉戈薩省也出现洪水。多段视频显示当地居民紧紧抓住树木，抵御洪水的急流；卡斯蒂利亚-拉曼恰自治区的莱图尔有30人被洪水围困，当地有2名女性死亡，5人失踪。
巴塞罗那省马尔托雷尔、卡斯特尔德费尔斯和加瓦11月3日夜晚出现洪水。锡切斯和塔拉戈纳也受到影响。11月8日，卡达克斯和赫罗纳出现豪雨，引发洪灾。11月11日，阿尔梅里亚省的巴拉内格拉、比卡尔、滨海罗克塔斯、埃尔埃希多、阿瓜杜尔塞和帕拉多出现洪灾，3人获救。11月13日，馬拉加省发布红色预警。

## 人员伤亡与财产损失
此次洪水造成至少217人丧生，其中巴伦西亚省211人，卡斯蒂利亚-拉曼恰自治区2人，安達盧西亞1人。死者包括一名哥伦比亚人、一名英国人、两名中国人。西班牙国家气象局首席气象学家何塞·安赫尔·努涅斯（José Ángel Núñez），死者大多出现在没有降雨的地区。
截至11月3日，巴伦西亚至少2000人失踪，此数据根据应急部门有关家人失踪的报警数量得出。卡斯蒂利亚-拉曼恰自治区有5人失踪。失踪中有16人来自西班牙罗马尼亚人群体。
洪水造成大量建筑物及基础设施受损，许多车辆被冲走，一辆高速铁路列车脱轨，车上300名旅客几乎未受伤。巴伦西亚全省有1800家企业受损，4500人受伤。

## 后续

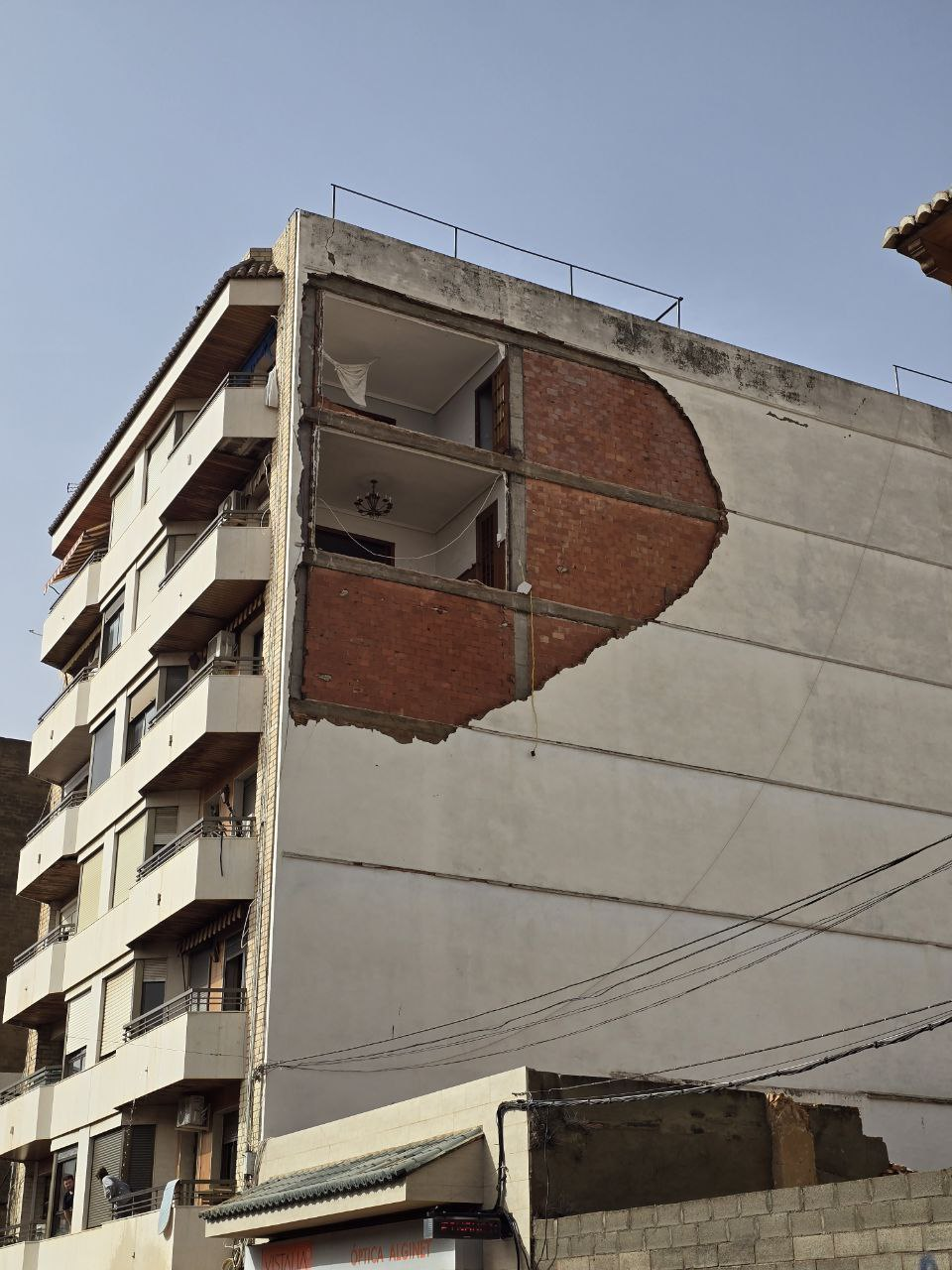
风暴造成阿尔希内特一座居民楼墙体剥落

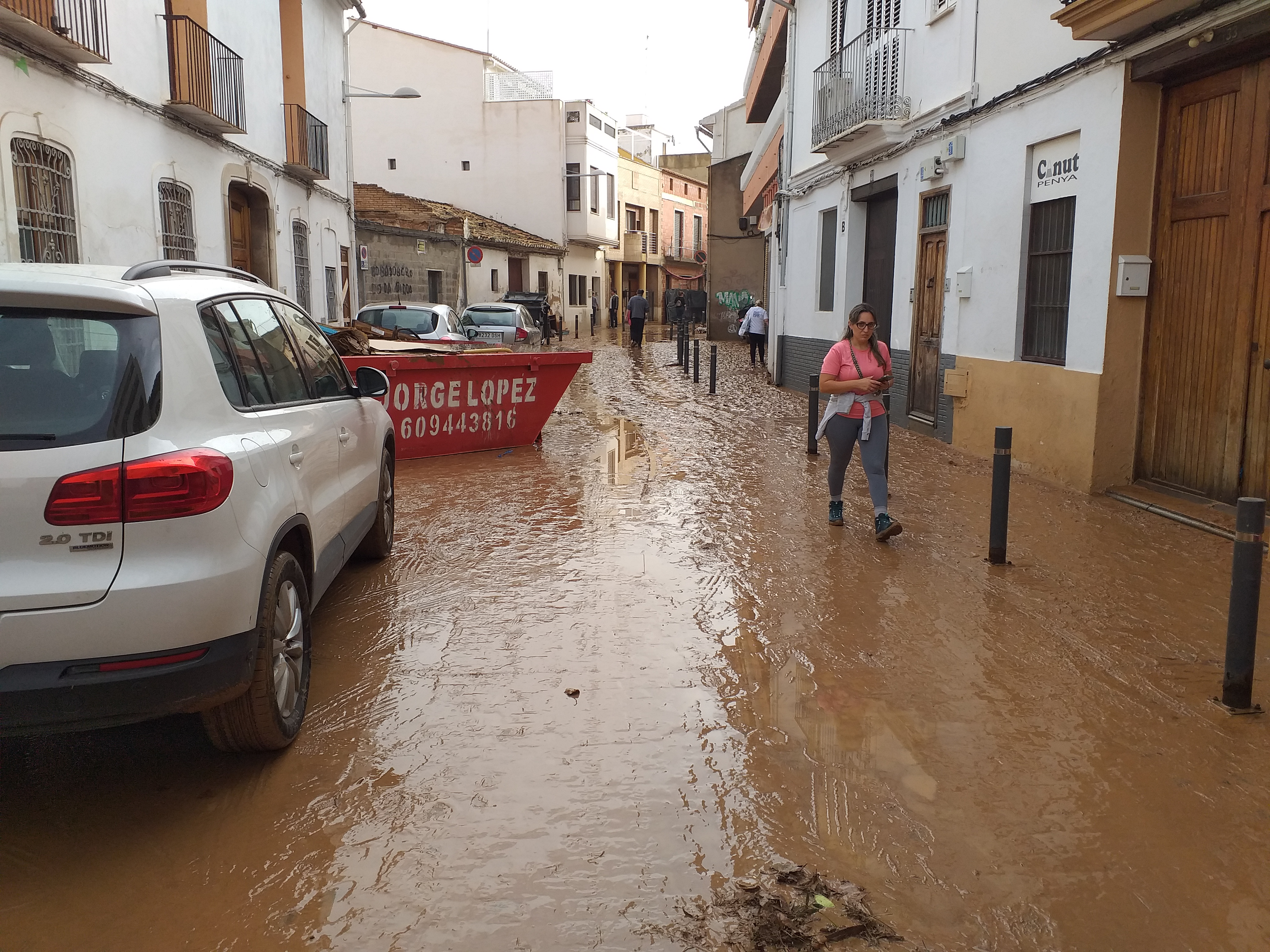
卡塔罗哈的公园和街道被洪水淹没

西班牙铁路基础设施管理局宣布暂停巴伦西亚所有列车服务，直至情况恢复正常。暂停服务的包括馬德里—黎凡特高速鐵路網和巴伦西亚通勤列车服务。另外，洪水造成A-3/E-901高速公路、A-7/E-15高速公路及其他路段出现车祸。瓦倫西亞軌道交通暂停服务，巴伦西亚南部的铁路服务受到严重影响，预计需要数月时间恢复。

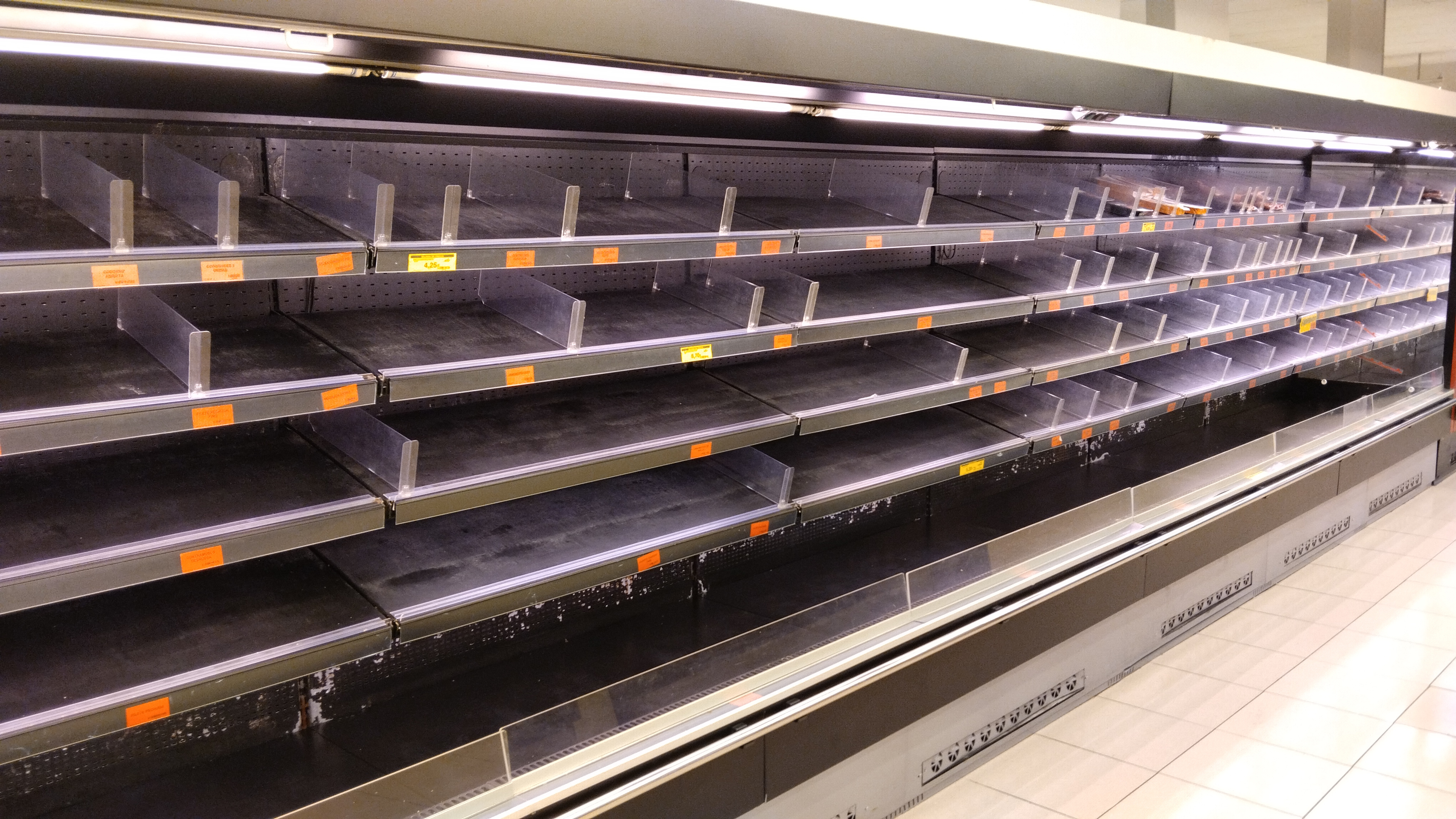
2024年10月31日，卡斯特利翁-德拉普拉納Mercadona超市的肉被抢购一空

受暴雨及强风影响，瓦倫西亞機場有12架航班被迫改道，10架进出港航班被迫取消。馬拉加-太陽海岸機場方面，10月29日由多架航班取消或改道，10月30日恢复服务。
由于急救电话有大量报警涌入，许多人在社交媒体为自己和家人寻求帮助。巴伦西亚切斯特里卡多·托莫赛车场被辟为救援中心，虽然通往赛车场的道路受损。原定11月17日举行的世界摩托车锦标赛巴伦西亚站比赛取消，主办方计划另找地方举行。原定于11月4日至7日在赛车场举行的電動方程式官方测试赛和女子测试赛推迟至11月5日至8日，在马德里自治区圣塞瓦斯蒂安-德洛斯雷耶斯哈拉马赛车场进行。
巴伦西亚市政府暂停10月30日所有体育活动及学校课程。瓦伦比亚球队有份参与的西班牙国王杯比赛原定于10月30日举行，后推迟一周。塞维利亚书展于10月29日至30日暂停。原定于11月2日至3日在巴伦西亚举行的足球比赛取消，包括巴伦西亚主场对战皇家马德里足球俱乐部的比赛。与此同时，皇马基金会宣布向灾区捐赠100万欧元赈灾资金。在11月2日的西甲比赛中，奥萨苏纳球员安特·布迪米尔和赫罗纳球员米格尔·古铁雷斯穿着印有“巴伦西亚要坚强”字样的衣服，参加各自的比赛。其中，奥萨苏纳1比0击败皇家巴利亞多利德，球员表示要把这场胜利献给灾民，球队教练比森特·莫雷諾就来自灾区马萨纳萨。从11月5日开始，欧足联旗下所有俱乐部比赛在赛前举行默哀仪式。
此外，当地电网也严重受损。出于安全考虑，天然气输送服务暂停。经济损失预计超过1983年西班牙洪水。洪水过后，当地出现抢劫抢夺现象，100多人被捕。

## 反应

### 巴伦西亚当局
外界批评马松政府应对灾难不力。在野党承诺联盟发言人阿格达·米科认为马松个人应就民众死亡负责，批评他“逃避责任”。执政党人民党主席阿尔韦托·努涅斯·费霍为马松打圆场，同时指责西班牙国家气象局没有及时发布警告。事实上，西班牙气象局早在上午7点31分就已经对巴伦西亚内陆北部发布红色预警，7点36分扩大到巴伦西亚南部。然而中午1点，马松在新闻发布会上低估了风暴，认为风暴晚上6点就会消散。多名气象专家认为费霍无端指责国家气象局，让机构的公信力受到损害，使天气预警失去合法性，民众安全进一步受到危害。巴伦西亚20个民间组织和工会要求马松辞职。
11月1日，法国内政部长布吕诺·勒塔约表示愿意向西班牙派出消防员协助，但被西班牙内政部长费尔南多·格兰德-马拉斯卡婉拒，称巴伦西亚地方政府仍在进行自救，不想把事态升级到中央政府层面。到11月2日，巴伦西亚政府还没有宣布地方政府能宣布的最高紧急状态“灾难性紧急情况”；一旦宣布紧急事态，马松就要对管理应急响应负有个人和法律责任，不宣布紧急事态的话，由巴伦西亚内政部长莎乐美·普拉达·藤承担责任。
11月4日，马松在西班牙人民无线电台网络专访中批评西班牙中央政府及军事应急部指挥官应对洪水不力。他表示，10月29日下午3点21分，他要求军事应急部在乌铁尔和雷克纳进行干预，相关请求被环境部长特雷莎·里韦拉领导的水文联盟压下。水文联盟迅速否认压制请求，认为马松的地方政府应就没有发布警报负责。军事应急部总指挥弗朗西斯科·哈维尔·马科斯（Francisco Javier Marcos）将军也反驳了马松的说法，表示应急部已经在洪水暴发当天应指挥应急行动的巴伦西亚地方政府要求，出动了1000名士兵。他表示，巴伦西亚政府下达命令不到几分钟，军事应急部已向灾区部署兵力。
11月9日，巴伦西亚爆发大规模示威活动，要求马松引咎辞职，有13万名民众参与，过程中有4人被捕，31名警察受伤。
11月15日，马松承认政府未能提前预测灾情，警告系统没有及时启用，但也强调自己不会辞职。
11月20日，马松任命退役军方人员、前西班牙武装部队情报中心主任弗朗西斯科·何塞·甘·潘波尔斯担任瓦伦西亚省政府重建部副部长。

### 西班牙中央政府
西班牙政府成立危机委员会，协调全国力量应对灾情；西班牙首相佩德羅·桑切斯表示自己密切留意灾情及人员失踪报告。西班牙军事应急部派遣军队到巴伦西亚救灾，他们在安達盧西亞阿洛拉用直升机救出被上涨河水围困的人员。西班牙国王費利佩六世对受害者及其家属表示哀悼，同时与军方应变部队举行视频会议。西班牙中央政府宣布10月31日至11月2日为全国哀悼日。10月30日至11月1日，大约1000名军方人员被派往受灾最严重的地区。灾害发生后48个小时，军方从灾区救出4800人，向3万多人提供援助。11月2日，首相桑切斯向巴伦西亚自治区部署了1万名士兵，是西班牙和平时期出动军方人员最多的一次。
国王费利佩六世、皇后莱蒂西亚携首相桑切斯于11月3日前往巴伦西亚视察灾情，慰问受灾民众。一行人抵达派波爾塔的时候，当地民众及志愿者向他们扔泥巴抗议，高喊“杀人犯”。费利佩六世不顾随扈阻拦，尝试与居民直接对话。皇后莱蒂西亚走进居民的时候也被扔泥巴。有民众用铲子砸了首相桑切斯的后背，桑切斯的公务车遭到破坏，两名保镖受伤。国王及首相一行人原定视察奇瓦的行程取消。事件发生后，首相桑切斯将袭击淡化举为“边缘化行为”，在讲话中表示：“大多数人希望得到解决方案，希望当局做出承诺，他们希望拒绝和边缘化任何可能发生的暴力行为”。极右翼组织“反叛者”（Revuelta）的一名义工宣布为袭击负责。
11月4日，反对党领袖阿尔韦托·努涅斯·费霍要求首相桑切斯宣布全国进入紧急状态，以便解散卡洛斯·马松政府，由中央政府直接领导巴伦西亚自治区。11月5日，桑切斯政府通过赈灾法案，向受灾民众提供106亿欧元经济援助，每户6万欧元。
11月12日，国王费利佩六世再次来到巴伦西亚，慰问在当地进行善后工作的西班牙陆军官兵。11月19日，在马松及部长安吉尔·维克托·托雷斯陪同下，西班牙王室再次来到重灾区奇瓦视察，现场未出现混乱。

### 其他地方政府
加泰隆尼亞政府主席萨尔瓦多·伊利亚向受灾民众表示支持和慰问。加泰罗尼亚消防队特别行动支持小组据报在特雷斯德埃布罗集结，等待巴伦西亚政府批准前往支援。支持小组曾于10月30日派出医疗小组，但因为政治压力半路折返；支持小组成员指巴伦西亚主席马松拒绝加泰罗尼亚人援助，却接受马德里自治区和阿斯图里亚斯的消防员帮助，批评他“将政治置于救援和帮助受害者之上”。11月1日，被拒48小时后，加泰罗尼亚救援人员获准进入。納瓦拉及其他地方政府也派出救援资源。11月2日，消息指安達盧西亞派出的两架欧直AS332超级美洲狮直升机因没有接到巴伦西亚政府指派任务，在当地候命两天后返回；安达卢西亚政府据报曾要求巴伦西亚政府指派任务。

### 志愿者

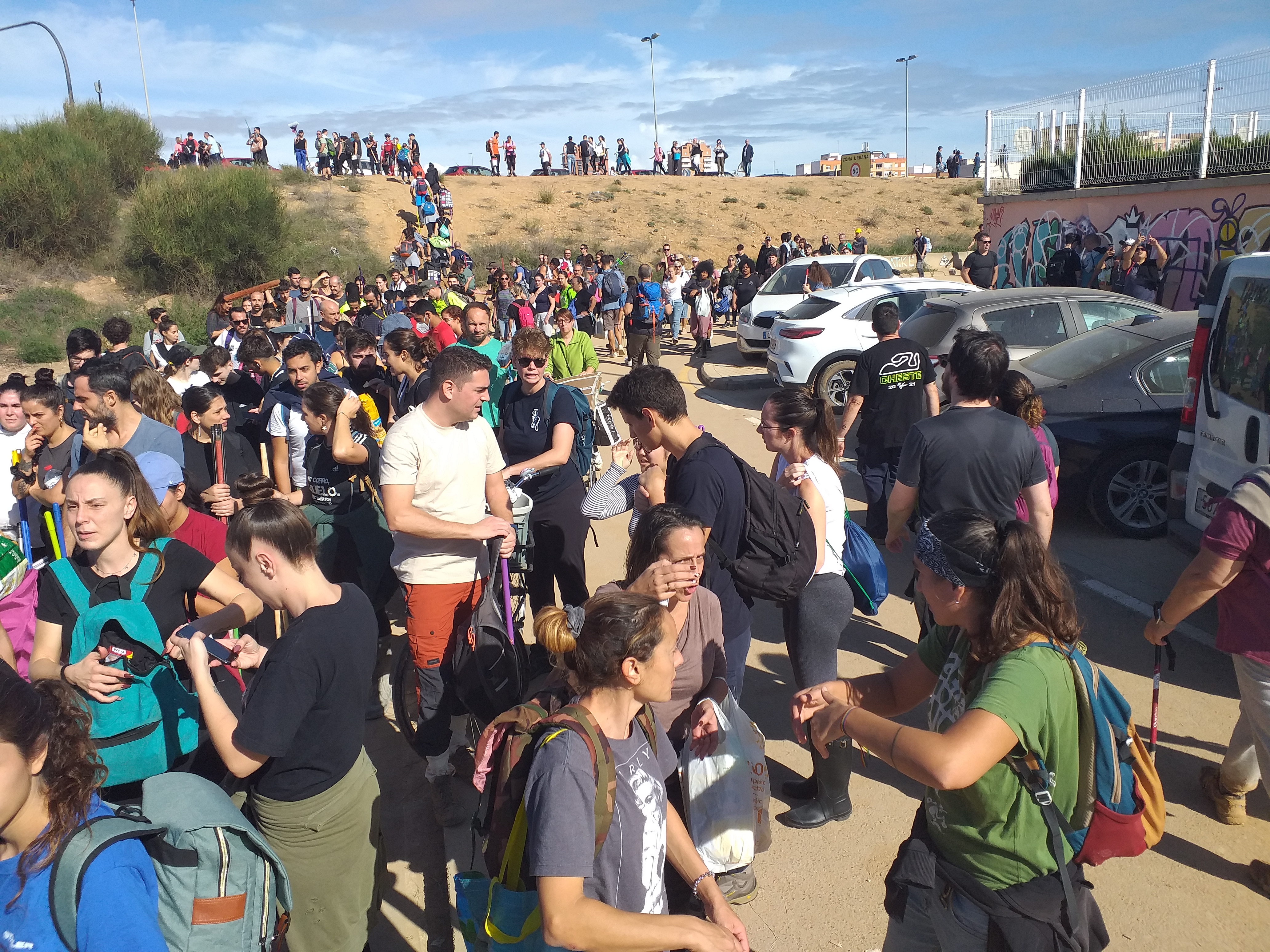
巴伦西亚志愿者排起长队进行清理

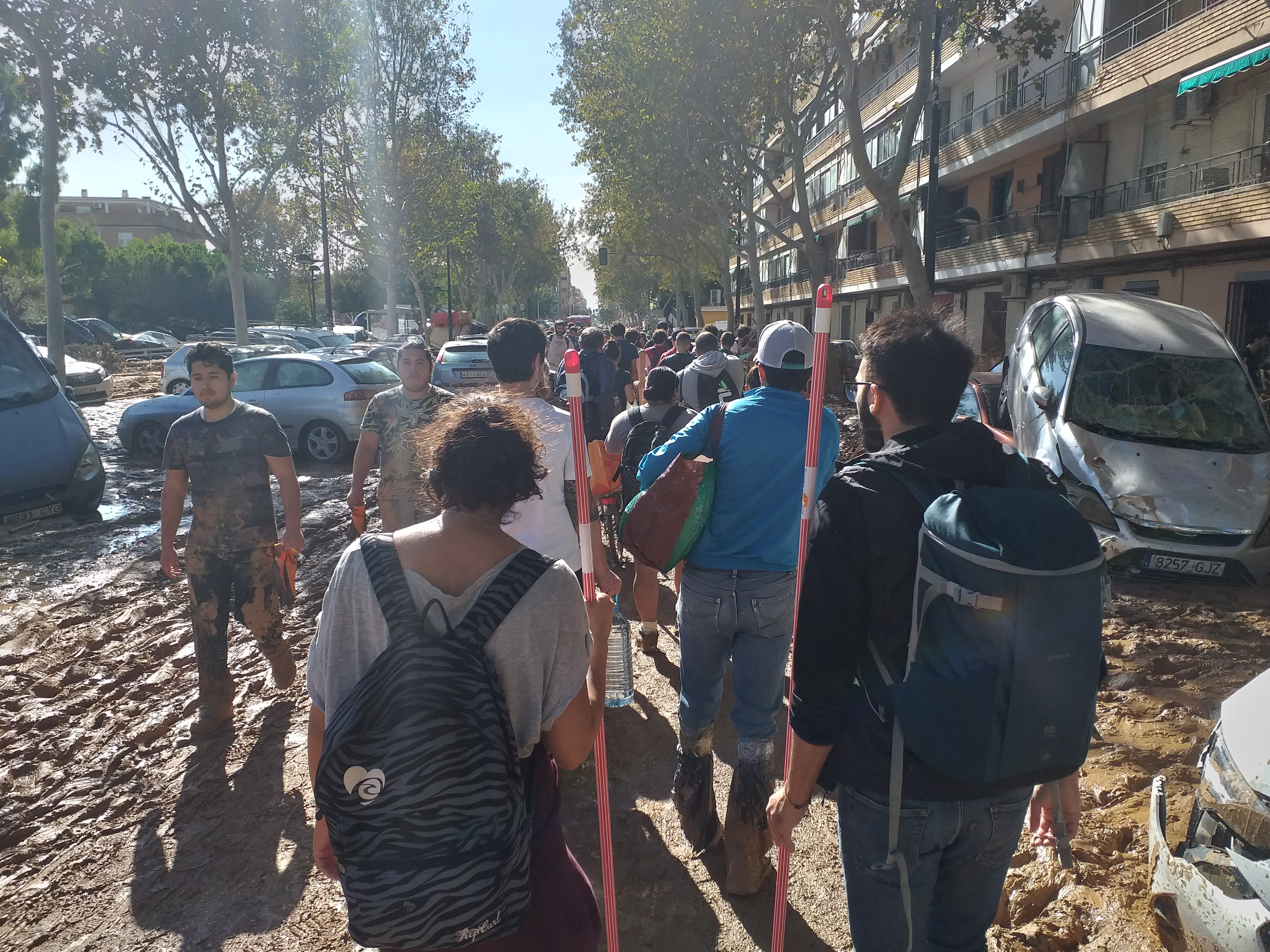
清理贝内图塞尔、阿尔法法尔和卡塔罗哈的志愿者

洪水发生的几天后，在政府没有协调情况下，巴伦西亚数千名义工自发协助灾区，向灾难发放食物及水，帮助他们清理淤泥和瓦砾。由于巴伦西亚当局没有提供如何展开援助的信息，加上灾区警力不足，当地民众成立志愿团体提供援助。巴伦西亚政府一开始不鼓励自救行动，认为使用受损的基础设施存在风险，应对部门建议义工不要使用车辆。受灾市镇的政府呼吁民众支援志愿者。在洪水侵袭的大部分城镇，义工在军事应急部人员或警方抵达前就已在现场。
卫生部长莫妮卡·加西亚建议义工佩戴防护装备、穿长袖长裤，防止因接触污染水感染病毒。在莫妮卡与巴伦西亚自治区卫生部长马西亚诺·戈麦斯（Marciano Gómez）指挥下，当地组建了卫生响应小组，每天召开会议，以应对传染病出现风险。洪水发生72小时后，灾情最严重地区的传染病风险进一步恶化，许多居民患上甲型肝炎及钩端螺旋体病，病因可能是饮用受污染的水，或是被蚊子传播的疾病感染。当地要求志愿者在当局指挥下展开行动，工作时须佩戴护目镜、防水手套、FFP2口罩，穿着长袖衣裤，同时接种疫苗。免疫力低下、有既往病史及孕妇不能参与志愿服务。公共卫生部门将恢复物资供应和解决心理健康问题列为优先事项。
11月1日，马松政府宣布成立志愿者平台，计划将志愿者集中起来。有志愿者参与政府组织的协调工作，事后表示负责协调的工作人员分配任务及负责地段的工作存在“混乱”和“困扰”，许多人下了前往分配地点的大巴，结果步行前往灾区，回到之前的自救组织。有七辆大巴带志愿者去清理商场，而不是受灾的村庄；志愿者拒绝下车，其中一人大喊“我们不会清理Zara，我们要帮助民众”。11月3日，橙色天气警告发布当天，巴伦西亚政府发布迁徙自由禁令，只批准2000人前往巴伦西亚南部郊区支援，同时限制民众前往另外12个城镇。志愿者不顾禁令，寻找其他路线前往受灾城镇。这些限制措施实施的时候，国王和皇后正在访问受灾城镇。

### 气象专家
环境政策中心的德国气象专家弗里德里克·奥托表示，全球变暖毫无疑问加剧了暴雨程度。意大利气象专家斯特凡诺·马特里亚（Stefano Materia）也将此次洪水归因于不断严重的气候变化，认为当前的地中海是“定时炸弹”。气候中心分析，洪水受到大西洋气温上升影响。

### 外国政府
- 德国：德国总理奥拉夫·朔尔茨表示愿意向西班牙政府提供“一切必要手段”，以帮助应对这场灾难[135]。
- 阿根廷：阿根廷总统哈維爾·米萊指示阿根廷驻西班牙大使提供援助，为白头盔委员会（英语：Cascos Blancos）提供技术和后勤支持[136]。
- 巴西：巴西总统路易斯·伊纳西奥·卢拉·达席尔瓦在X发表声明：西班牙发生令人震惊的暴雨，让我们团结起来声援西班牙人民。迄今为止，西班牙南部和东部已有60多人在洪水中丧生。气候危机的影响是毁灭性的，巴西及其他国家已经受到影响。世界各国需要团结行动阻止灾害蔓延。此刻，我谨代表巴西人民向首相佩德罗·桑切斯及全体西班牙人民表示支持[137]。
- 中华人民共和国：中国国家主席习近平就西班牙严重暴雨洪涝灾害向西班牙国王费利佩六世致慰问电，称惊悉西班牙多地发生严重暴雨洪涝灾害，造成重大人员伤亡和财产损失，谨代表中国政府和中国人民，对遇难者表示深切哀悼，向遇难者家属和伤者表示诚挚慰问。相信在费利佩国王和西班牙政府领导下，灾区人民一定能够早日战胜灾害、重建家园[138]。
- 智利：智利总统加夫列尔·博里奇表示已与西班牙首相桑切斯通电话，商讨提供援助的事宜[139]。
- 薩爾瓦多：萨尔瓦多总统納伊布·布克萊在社交媒体X宣布向西班牙派遣300名救援与医护人员、20吨装备、药物及补给[140]。
- 法國：法国总统埃马纽埃尔·马克龙计划向西班牙提供消防员、文职人员和救援人员，并将根据西班牙的需要提供支持[141]。
- 希腊：希腊总理基里亞科斯·米佐塔基斯在X平台发文：我们向在这场灾难性洪水中受到影响的西班牙人民表示最深切的哀悼，我本人向遇难者家属表示最深切的哀悼。希腊与你们站在一起，一起共度艰难时刻[142]。
- 愛爾蘭：爱尔兰总理西蒙·哈里斯向西班牙人民表示“诚挚的慰问”，表示爱尔兰会尽可能帮助，包括循欧盟途径[143]。
- 義大利：意大利总统塞尔焦·马塔雷拉、总理喬治亞·梅洛尼发文，向西班牙受灾民众表示慰问[144]。
- 日本：日本首相石破茂在X发文：惊悉西班牙洪水造成重大生命损失，我深感悲痛。谨代表日本政府和人民向遇难者表示最深切的哀悼，祈祷灾区早日恢复和重建。日本与西班牙同在[145]。
- 摩洛哥：摩洛哥政府表示愿意向西班牙提供“一切必要的帮助”，以帮助应对这场灾难，同时表达了对西班牙人民的声援[146]。
- 葡萄牙：葡萄牙总理路易斯·蒙特内格罗在X平台发文：葡萄牙政府对西班牙洪水造成重大人员伤亡表示最深的遗憾，向全体西班牙人民和西班牙政府表示声援，葡萄牙愿意提供任何必要的帮助[147]。
- 英国：英国首相施紀賢在X发文，向西班牙洪水遇难者表示哀悼[148]。
- 乌克兰：乌克兰总统弗拉基米尔·泽连斯基向西班牙灾民表示支持和慰问[149]。
- 乌拉圭：乌拉圭政府发表新闻稿，表示“对巴伦西亚自治区和西班牙其他地区正在经历的严重气候紧急情况深表遗憾”，表示“值此困难时期，乌拉圭政府向西班牙人民和西班牙政府表示声援和支持”[150]。
- 委內瑞拉：委内瑞拉总统尼古拉斯·马杜罗向西班牙政府提供了一个专门负责民事防护的特别工作组，称该工作组拥有在委内瑞拉及世界各地处理危机的经验[151]。

## 灾后重建
西班牙政府表示，除欧洲团结基金外，将在经济与财政事务理事会（Ecofin）提议修改“下一代欧盟计划”（欧盟委员会在新冠疫情后推出的复苏计划）， 从而将剩余资金中的一大部分用于瓦伦西亚的重建，必要时修改欧盟多年期财务框架。
2024年11月6日，根据在西班牙官方公报（BOE）上发布的第6/2024号皇家法令，政府将采取紧急措施，以应对2024年10月28日至11月4日期间洪水在各市镇造成的损害。
2024年11月8日，应瓦伦西亚自治区政府请求，西班牙政府终于启动了欧洲民防机制，请求提供清洁设备和抽水泵。
另一方面，马松（ Mazón ）没有经过招标，就将总金额达470万欧元的受损水坝和道路的重建工程交给了一家企业——此前，由于涉及瓦伦西亚自治区人民党的古尔特案的“B账本”，该企业已经被判处危害公共财政罪和伪造商业文件罪罪——并且向其支付的混凝土价格比市场价高出43%。
马松任命中将Francisco José Gan Pampols为经济与社会恢复副主席，并任命将军Venancio Aguado为自治区国务秘书。与此同时，特别全体会议通过了马松提出的一项法令，该法令涉及与紧急情况相关的问题，并规定了针对洪灾的公务员调动条件。该会议还批准了对自治区政府委员、自治区国务秘书以及其他职位的加薪，作为对新成员的一项措施；以及‘针对2024年10月29日瓦伦西亚自治区严重洪灾而采取的关于公共雇员的管理、组织和调动的特别措施’。
截至2024年12月29日，距离这场重创了超过100个市镇的悲剧性洪灾已过去两个月，根据官方名单，仍有78个市镇受益于国家援助。初步数据显示：10万户家庭受灾，12万辆车辆损毁，3万家企业停产，超过40万名工人面临收入问题，近6万公顷农田被淹，超过200公里公路受损，近500公里铁路线路出现故障。重建援助总额达170亿欧元，其中包括西班牙政府提供的资金，以及瓦伦西亚自治区政府提供的近13.24亿欧元。然而，最大的抱怨仍然是经济援助过晚，而且其中部分援助是需要偿还的。